# Вісник благодійництва
Видання «Вісник благодійництва» Фундацією імені князів-благодійників Острозьких та Інститутом Успішних Громад, є зареєстрованим виданням.
Журнал — друкований орган Асоціації благодійників України.
Періодичне видання є джерелом  інформації, яка стосується питань розвитку та діяльності громадських організацій та благодійних фондів, донорських структур, здійснення благодійної діяльності, проведення фандрайзингових кампаній тощо. У журналі порушуються також питання законодавства, податкової політики, розвитку місцевих громад.

## Історія
Фундація імені князів-благодійників Острозьких розпочала видання «Вісника» з 1996 року як інформаційно-правового бюлетеня.
З 2000 року журнал видавався й розповсюджувався для громадських і благодійних організацій, місцевих самоврядувань, закладів культури та освіти й бібліотек.
У 2005 році видання стало поширюватися ще й на мережу підтримки локальної філантропії, котра створена навколо Фундації імені князів-благодійників Острозьких.
29 жовтня 2007 року вийшов І випуск журналу.
Весною 2011 року вийшов поки що останній (дев'ятий) номер журналу 

## Редактори
Головними редакторами «Вісника благодійництва» є громадські діячі України — Владислав Кучереносов та Руслан Краплич, які протягом останніх 15 років займаються питаннями розвитку місцевих громад, налагодженню соціального партнерства, локальним та міжнародним фандрайзингом.

## Партнерство
Журнал «Вісник благодійництва» є інформаційним партнером Національного конкурсу «Благодійник року» у 2009—2011 рр. Зокрема, видання сприяє поширенню інформації про конкурс у Рівненській, Волинській, Запорізькій, Херсонській та Львівській областях. Окрім інформаційного партнерства, представники журналу беруть участь в організації проведення церемонії нагородження переможців конкурсу «Благодійник року».